# Hari Mata Hari
Хари Мата Хари (Hari Mata Hari) — боснийская поп-рок-группа, была основана в сентябре 1985 года в Сараево. В 2006 году группа выступила на Евровидении и заняла 3 место, что является лучшим результатом для Боснии и Герцеговины на этом конкурсе.

## Дискография
- 1985 — «U tvojoj kosi»(«В твоей косе»)
- 1986 — «Ne bi te odbranila ni cijela Jugoslavija»(«Ни целая Югославия не защитила бы тебя»)
- 1988 — «Ja te volim najviše na svijetu»(«Я тебя люблю больше всего на свете»)
- 1989 — «Volio bi' da te ne volim»(«Я хотел бы тебя не любить»)
- 1990 — «Strah me da te volim» («Я боюсь тебя любить»)
- 1992 — «Rođena si samo za mene» («Ты рождена только для меня»)
- 1994 — «Ostaj mi zbogom ljubavi»
- 1998 — «Ja nemam snage da te ne volim»(«У меня нет силы тебя не любить»)
- 2001 — «Baš ti lijepo stoje suze» («Тебе подходят слёзы»)
- 2004 — «Zakon jačega» («Закон сильного»)
- 2009 — «Sreća» («Счастье»)
- 2016 — «Ćilim» («Ковёр»)

Песни не вошедшие в номерные альбомы: «Starac i more» (1999), «Ružmarin» (2002), «Lejla» (2006), «Zar je to još od nas ostalo» (2008), «Da ti k'o čovek oprostim» (2014), «Stara ljubavi» (2015).

## Фестивали
- 2003 — «Сплит 2003»
- Конкурс песни Евровидение 2006 — 3-е место

## Состав группы
- Хайрудин Варешанович — вокал
- Изо Колечич — ударные, бубен
- Карло Мартинович — соло-гитара
- Нихад Володер — гитара, бас-гитара